# セツナブルースター
セツナブルースターは日本のロックバンド。1998年に結成され、2002年にメジャーデビュー。

## 概要
長野県篠ノ井高等学校の同級生だった倉島大輔・島田賢司・宮下裕報の3人で、前身バンドとなる上海PIZZAを結成し、後にセツナブルースターへ改名。
地元長野県で精力的にライブ活動を行い、MULE　RECORDSから2001年にアルバム「エヅラ・ガラ・セツナ」、「『二十歳』より」をリリース。同年には史上最年少でフジロックフェスティバルに出演し、話題を集める。
2002年にワーナーミュージックからシングル「少年季」をリリースしメジャーデビュー。2002年12月にフルアルバム「キセキ」をリリース後、ワーナーミュージックを離れライブ中心の活動に入る。
2008年、東京吉祥寺プラネットKでのライブを最後に、無期限の活動休止に入った。
2017年12月、マイナビBLITZ赤坂
DECEMBER'S CHILDREN ＜昼の部＞にて倉島大輔セツナブルースター「キセキ」リリース15周年記念「キセキ」全曲演奏ライブ＆モアとして出演する。2018年6月に茅野市民館にて開催されたOTOSATA ROCK FESTIVAL 2018に出演した。

## メンバー
倉島 大輔（くらしま　だいすけ）　　
- ヴォーカル・ギター。全曲の作詞作曲を担当。使用ギターは、フェンダー・ジャズマスター、フェンダー・ジャガー、グレッチ等。

島田 賢司（しまだ　けんじ）　
- ベース・コーラス。
- 中学時代は長野南シニアで野球をしており、全国大会に出場し神宮球場でプレーをした経験がある[5]。

宮下 裕報（みやした　ひろふみ）
- ドラム・コーラス。
- 活動休止後もTHE NAMPA BOYSのサポートなどドラマーとして活動。

## ディスコグラフィー

### シングル
1. 少年季/君に宛てる手紙    （2002.6.12　メジャーデビューシングル）
2. 涙の成分について/うたかた（2004.2.20　ライブ会場限定販売）
3. エバーグリーン（2023.10.5　配信限定）

### アルバム
1. エヅラ・ガラ・セツナ      (2001.4.18　インディーズデビューアルバム)
2. 「二十歳」より            (2001.12.19)
3. キセキ                    (2002.12.11　メジャーデビューアルバム)
4. 青写真                    (2005.5.18)
5. イツカ・トワ・セツナ      (2006.4.18)

### LIVE会場配布音源
1. メロディ     (2007.10.31　　下北沢SHELTER　自主企画【咆哮とサイケデリックＶｏｌ.5】にて配布)
2. この夜をこえて     (2008.2.6　下北沢SHELTER　自主企画【咆哮とサイケデリックＶｏｌ.6】にて配布)

### コンピレーションアルバム
1. 箱庭ロック（レンタル限定コンピレーションアルバム）     (2005.10.22　　10曲目「マラソン」収録)

## 主なライブ

### ワンマンライブ・主催イベント
- 2002年07月19日 - RETURN TO NATURAL 2002 夏の陣 セツナブルースター「夏のエレジー」ファイナル
w/RUMTAG / Crash in Antwarp
- 2004年04月06日 - 『咆哮とサイケデリック』
w/真空メロウ / detroit7
- 2006年04月06日 - セツナブルースター『イツカ・トワ・セツナ』レコ発ツアー 「星春的道標」初日企画ライヴ「Bang!Bang!!Bang!!!vol.4」
w/凛として時雨 / タテタカコ / TOMOVSKY
- 2006年05月25日 - セツナブルースター『イツカ・トワ・セツナ』レコ発ツアー 「星春的道標」ファイナル
w/鶴 / UTARI
- 2006年11月19日 - 『咆哮とサイケデリック vol.4』
w/DOES / MIMITTO / 滝沢直哉
- 2008年02月06日 - 『咆哮とサイケデリック vol.6』
w/a flood of circle / the blondie pastic wagon
- 2023年11月05日 - 『セツナブルースター25周年特別企画LIVE「紺青」』
新宿LOFT

### 出演イベント
- 2001年07月28日 - フジロックフェスティバル ROOKIE A GO-GO
- 2001年10月20日 - MINAMI WHEEL 2001
- 2003年08月24日 - 小岩井ロックフェスティバル
- 2003年12月??日 - 明治学院大学 舞台技術研究会 研究発表会(幻冬)
w/THE CREATOR OF
- 2005年08月14日 - ザ・キャプテンズ LIVE CONCERT TOUR 2005「失神サーキット～太陽編～」
w/ザ・キャプテンズ / BUNGEE JUMP FESTIVAL / 三日月ジョン
- 2006年06月18日 - THE HOMESICKS'06 TOUR【煩悩サーキットVOL.2】
w/THE HOMESICKS / セックスマシーン ほか
- 2006年09月15日 - sjue presents 世界でいちばんきれいな夜
w/sjue / COIL
- 2007年06月12日・13日・16日 - 9mm Parabellum Bullet The World tour
- 2007年06月23日 - wild gun crazy 4th anniversary special "Dynamite Heaven’s Night"-7days-
w/THE NOVEMBERS ほか
- 2017年12月03日 - マイナビBLITZ赤坂 DECEMBER'S CHILDREN ＜昼の部＞倉島大輔セツナブルースター「キセキ」 リリース15周年記念「キセキ」全曲演奏ライブ＆ モア
- 2018年06月17日 - OTOSATA ROCK FESTIVAL 2018